# Lonchocarpus pittieri
Lonchocarpus pittieri är en ärtväxtart som beskrevs av Mario Sousa. Lonchocarpus pittieri ingår i släktet Lonchocarpus och familjen ärtväxter. Inga underarter finns listade i Catalogue of Life.